# Akermania coronata
Akermania coronata är en kräftdjursart som beskrevs av Barnard 1949. Akermania coronata ingår i släktet Akermania och familjen Armadillidae. Inga underarter finns listade i Catalogue of Life.